# Wzgórza Ben Alder
Wzgórza Ben Alder - pasmo w Grampianach Centralnych, w Szkocji. Pasmo to graniczy z Wzgórzami Loch Laggan i Wzgórzami Loch Treig na zachodzie, z Górami Monadhliath na północy, pasmem Cairngorm na północnym wschodzie, pasmem Atholl i East Drumochter na wschodzie oraz z West Drumochter na południowym wschodzie. Najwyższym szczytem jest Ben Alder, który osiąga wysokość 1148 m.
Najważniejsze szczyty:
- Ben Alder (1148 m),
- Geal-Chàrn (1132 m),
- Aonach Beag (1116 m),
- Beinn Bheòil (1019 m).